# Aurélien Labau
Pas d'image ? Cliquez ici

a Compétitions nationales et continentales officielles uniquement.

b Matchs officiels uniquement.
Dernière mise à jour le 13 octobre 2021.
Aurélien Labau, né le 13 avril 1999, est un joueur français de rugby à XV. Il évolue au poste de centre.

## Biographie
Aurélien Labau vit avec ses parents et ses trois sœurs à Gimont. Il commence le rugby à XV à l'ES Gimont dès 9 ans puis il joue au FC Auch Gers,. Il étudie au lycée Jolimont et intègre le Pôle rugby, il peut ainsi pratiquer tout en suivant une première S.
Il est sélectionné en équipe de France de rugby à XV des moins de 16 ans, moins de 17 ans,, moins de 18 ans,,, moins de 19 ans, et moins de 20 ans développement,,,. Il est aussi sélectionné avec l'équipe de France de rugby à sept des moins de 18 ans.
Avec la sélection française des moins de 18 ans, Labau dispute le championnat d'Europe en 2017, avec laquelle il remporte le titre de champion au terme de la finale remportée contre la Géorgie au stade de Penvillers de Quimper,.
En 2017, il intègre le centre de formation de la Section paloise,,.
En 2019, il part au centre de formation du SU Agen et participe au championnat de France de rugby à sept espoirs,.
Le 11 janvier 2020, il dispute son premier match à la fois en professionnel et en Challenge européen face aux Wasps.
Il est retenu par le SU Agen pour participer à la première édition du Supersevens,,,,.